# Eternal Recurrence
Az Eternal Recurrence album a magyar Sear Bliss együttes 2012-ben megjelent hetedik nagylemeze, melyet az angol Candlelight Records adott ki. A 2009 óta együtt dolgozó felállásnak ez az első albuma, amely egyben a Sear Bliss minden korábbi anyagánál kísérletezősebb hangvételű.

## Az album dalai
1. The Eternal Quest – 5:47
2. Ballad of the Shipwrecked – 5:22
3. Great Cosmic Disorder – 5:59
4. A Lost Cause – 4:39
5. The New Era of Darkness – 4:32
6. There's No Shadow Without Light – 4:35
7. Entering the Seventh Gate – 6:43

## Közreműködők
- Nagy András – vokál, basszusgitár, szintetizátor
- Barbarics János – gitár
- Csejtei Csaba – gitár
- Ziskó Olivér – dobok
- Bruszel Balázs – trombita

## Külső hivatkozások
- Sear Bliss hivatalos weboldal
- Encyclopaedia Metallum